# Pentaphyllum divisum
Pentaphyllum divisum là loài thực vật có hoa trong họ Hoa hồng. Loài này được (Rydb.) Lunell mô tả khoa học đầu tiên năm 1918.